# 'A cartulina 'e Napule
'A cartulina 'e Napule è una celebre canzone napoletana scritta nel 1927 e musicata da Giuseppe De Luca. 
Il testo fu scritto a New York dall'emigrante Pasquale Buongiovanni che, dopo aver ricevuto dalla madre una cartolina illustrata con una veduta di Napoli, in preda a tanti ricordi scrisse dei versi. Alcuni giorni dopo mostrò il suo componimento al musicista  Giuseppe De Luca (un altro emigrante napoletano) che li musicò.
La canzone fu presentata nel 1927, ad un'audizione musicale al Teatro Werba di New York, cantata da Mario Gioia, l'esecuzione fu ascoltata dal produttore Frank Acierno che decise che ad inciderla fosse Gilda Mignonette. La canzone ebbe un grande successo e ben presto fu esportata a Buenos Aires ed in Italia.

## Altri interpreti
- Gino Maringola
- Giacomo Rondinella
- Mirna Doris
- Fausto Cigliano
- Bruno Venturini
- Angela Luce
- Maria Nazionale
- Giulietta Sacco
- Nunzia Greton
- Lina Sastri
- Irene Fargo
- Raffaella De Simone
- Consiglia Licciardi
- Rosaria Argento
- Franco Moreno
- Angelica Sepe
- Noa